# Джордж Авакян
Джордж Авакян (Геворк Авакян, 15 березня 1919 року, Армавір, Росія — 22 листопада 2017) — американський музичний продюсер вірменського походження, педагог, історик джазу. Чоловік скрипальки Анаїт Аджемян (з 1948 р).

## Біографія
Народився в сім'ї вірменських біженців. Випустив перші в світі довгограючі платівки (LP), винайдені інженерами студії «Columbia Records». Автор першого живого концертного запису для платівки — концерт Бенні Гудмена в Карнегі-холі. Був продюсером Луї Армстронга, Майлза Девіса, Бенні Гудмена і багатьох інших, записав багато їх альбоми в студії «Columbia Records». Вів курси історії джазу в університеті Колумбії.
Удостоєний премії Греммі, його ім'я внесено в Стіну Слави джазу. Серед безлічі нагород Авакяна також Орден Леніна (1990). Учасник Єреванського міжнародного джаз-фестивалю 1998 року.